# Frederic Francesc IV de Mecklenburg-Schwerin
Frederic Francesc IV de Mecklenburg-Schwerin (Palerm, 9 d'abril de 1882 - Flensburg 1945) fou el darrer sobirà del Gran Ducat de Mecklenburg-Schwerin.

## Família
Nascut a Palerm el 1882 essent fill del gran duc Frederic Francesc III de Mecklenburg-Schwerin i de la gran duquessa Anastàsia de Rússia. Net per via paterna del gran duc Frederic Francesc II de Mecklenburg-Schwerin i de la princesa Augusta de Reuss ho era per via materna del gran duc Miquel de Rússia i de la princesa Cecília de Baden.

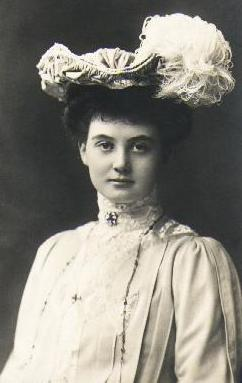
Alexandra de Hannover.

L'any 1904 contragué matrimoni amb la princesa Alexandra de Hannover, filla del príncep Ernest August de Hannover i de la princesa Thyra de Dinamarca, a la casa que els Hannover posseïen prop del llac austríac de Gmunden. La parella s'establí a Schwerin i tingueren cinc fills:
- SAGD el duc Frederic Francesc de Mecklenburg-Schwerin, nat a Schwerin el 1910 i mort a Hamburg el 2001. Es casà amb Karin von Schaper l'any 1941.
- SAGD el duc Cristià de Mecklenburg-Schwerin, nat a Schwerin el 1911 i mort a Hemmelmark el 1966. Es casà amb la princesa Bàrbara de Prússia el 1954 a Glücksburg.
- SAGD la duquessa Olga de Mecklenburg-Schwerin, nada a Schwerin el 1916 i morta el 1917.
- SAGD la duquessa Thyra de Mecklenburg-Schwerin, nada a Sorgenfri el 1919 i morta a Flensburg el 1980.
- SAGD la duquessa Anastàsia de Mecklenburg-Schwerin, nada a Gelbansande el 1922 i morta a Hamburg el 1979. Es casà amb el príncep Frederic Ferran de Schleswig-Holstein a Wiligrad el 1943.

## Ascens al poder
L'any 1897, a Canes, moria de forma inesperada el gran duc Frederic Francesc III com a conseqüència d'un suïcidi. La por del gran duc al futur que li oferia una malaltia com l'asma provocaren que decidís llençar-se a sota d'un cotxe que circulava a tota velocitat per la carretera que vorejava la seva vil·la. En aquestes circumstàncies Frederic Francesc es convertí en Gran Duc de Mecklenburg-Schwerin.

## Pèrdua del poder
El gran duc Frederic Francesc fou derrocat el mes de novembre de 1918 després de la derrota militar de les tropes alemanyes a la Primera Guerra Mundial. Frederic Francesc havia governat durant 21 anys el Gran Ducat de Mecklenburg-Schwerin i s'havia convertit en l'últim sobirà d'una casa centenària de la reialesa europea.
Frederic Francesc havia dirigit un govern fortament conservador sobre les terres de Mecklenburg, un estat eminentment agrícola i ramader on encara la tranquil·litat no havia estat trencada per la ràpida industrialització de les altres terres alemanyes.
Malgrat l'abdicació, la família gran ducal pogué seguir residint a Schwerin i mantingué totes les seves possessions privades a més de rebre una important suma de diners com a compensació econòmica per l'abdicació. Tot plegat permeté la família gran ducal mantenir un elevat ritme de vida.
Amb l'avenç de les tropes alemanyes a la fi de la Segona Guerra Mundial, els grans ducs de Mecklenburg-Schwerin es veieren obligats a marxar de Mecklenburg i establir-se a la part occidental d'Alemanya, concretament a la ciutat de Flensburg, on el gran duc trobà la mort el mateix any 1945.